# Число Люка
Числа Люка або ряд Люка — цілочисельна послідовність, яка названа на честь математика Франсуа Едуара Анатоля Люка (1842–1891), який вивчав як цю послідовність, так і тісно пов’язані числа Фібоначчі. Числа Люка та числа Фібоначчі утворюють доповняльні випадки послідовностей Люка.
Послідовність Люка має таке саме рекурсивне співвідношення як і послідовність Фібоначчі, де кожен доданок є сумою двох попередніх доданків, але з різними початковими значеннями. Це приводить до послідовності, де відношення послідовних доданків наближаються до золотого перерізу, і фактично самі члени є наближеннями цілих степенів золотого перерізу. Послідовність також має різноманітні взаємозв’язки з числами Фібоначчі. Наприклад, додавання будь-яких двох чисел Фібоначчі, розділених двома членами в послідовності Фібоначчі, приводить числа Люка між ними.
Кілька перших чисел Люка 
{\displaystyle 2,1,3,4,7,11,18,29,47,76,123,\dots .}

## Означення
Аналогічно до чисел Фібоначчі, кожне число Люка визначається як сума двох безпосередніх попередніх членів, утворюючи тим самим  цілочисельну послідовність Фібоначчі. Перші два числа Люка — це {\textstyle L_{0}=2} та {\textstyle L_{1}=1} на відміну від перших двох чисел Фібоначчі {\textstyle F_{0}=0} та {\textstyle F_{1}=1}. Незважаючи на тісний зв’язок в означенні, числа Люка та Фібоначчі мають різні властивості.
Числа Люка можуть бути визначені наступним чином: 
{\displaystyle L_{n}:={\begin{cases}2&{\text{якщо }}n=0;\\1&{\text{якщо }}n=1;\\L_{n-1}+L_{n-2}&{\text{якщо }}n>1.\end{cases}}}
(де {\textstyle n} — {\textstyle 0} або натуральне число).
Послідовність перших дванадцяти чисел Люка наступна: 
2, 1, 3, 4, 7, 11, 18, 29, 47, 76, 123, 199, 322, 521, 843, 1364, 2207, 3571, 5778, 9349, ... . послідовність A000032 з Онлайн енциклопедії послідовностей цілих чисел, OEIS
Усі цілочисельні послідовності типу Фібоначчі з’яляються у зсувній формі як рядки таблиці Вітхоффа; сама послідовність Фібоначчі є першим рядком, а послідовність Люка — другим рядком. Також, як і всі цілочисельні послідовності типу Фібоначчі, відношення між двома послідовними числами Люка  збігається до  золотого перерізу.

## Узагальнення на від’ємні цілі числа
Використовуючи {\textstyle L_{n-2}=L_{n}-L_{n-1}}, можна розширити числа Люка на від’ємні цілі числа, щоб отримати подвійно нескінченну послідовність: 
..., −11, 7, −4, 3, −1, 2, 1, 3, 4, 7, 11, ...  (значення {\displaystyle L_{n}} для {\displaystyle -5\leq {}n\leq 5}).
Формула значень з від’ємними індексами в цій послідовності 
{\displaystyle L_{-n}=(-1)^{n}L_{n}.}

## Зв’язок з числами Фібоначчі
Числа Люка пов’язані з числами Фібоначчі багатьма тотожностями. Серед них такі:
- {\textstyle L_{n}=F_{n-1}+F_{n+1}=F_{n}+2F_{n-1}=F_{n+2}-F_{n-2}},
- {\textstyle L_{m+n}=L_{m+1}F_{n}+L_{m}F_{n-1}},
- {\textstyle L_{n}^{2}=5F_{n}^{2}+4(-1)^{n}}, а отже якщо {\textstyle n} наближається до {\textstyle +\infty } співвідношення {\textstyle {\frac {L_{n}}{F_{n}}}} наближається до {\textstyle {\sqrt {5}}},
- {\textstyle F_{2n}=L_{n}F_{n}},
- {\textstyle L_{2n}=5F_{n}^{2}+2(-1)^{n}=L_{n}^{2}-2(-1)^{n}},
- {\textstyle F_{n+k}+(-1)^{k}F_{n-k}=L_{k}F_{n}},
- {\textstyle L_{n+k}-(-1)^{k}L_{n-k}=5F_{n}F_{k}}, зокрема, {\textstyle F_{n}={L_{n-1}+L_{n+1} \over 5}}.

Їх замкнена формула подана як
{\displaystyle L_{n}=\varphi ^{n}+(1-\varphi )^{n}=\varphi ^{n}+(-\varphi )^{-n}=\left({1+{\sqrt {5}} \over 2}\right)^{n}+\left({1-{\sqrt {5}} \over 2}\right)^{n},}
де {\textstyle \varphi } це золотий перетин. Інакше, для {\textstyle n>1} величина виразу {\textstyle (-\varphi )^{-n}} менше ніж {\textstyle 1/2,} {\textstyle L_{n}} є найближчим цілим числом до {\textstyle \varphi ^{n}} або, що еквівалентно, ціла частина {\textstyle \varphi ^{n}+1/2} , також записується як {\textstyle \lfloor \varphi ^{n}+1/2\rfloor }. Поєднуючи вищесказане з формулою Біне
{\displaystyle F_{n}={\frac {\varphi ^{n}-(1-\varphi )^{n}}{\sqrt {5}}},}
одержуємо формулу для {\textstyle \varphi ^{n}}: 
{\displaystyle \varphi ^{n}={{L_{n}+F_{n}{\sqrt {5}}} \over 2}.}

## Подільність чисел Люка
Перший підхід до питання про подільність {\textstyle L_{n}} на ціле число {\textstyle a} полягає у вивченні послідовності залишків від {\textstyle L_{n}} за модулем {\textstyle a} : ця послідовність  {\textstyle (r_{n})} перевіряє (в {\textstyle Z/aZ}) одну і ту ж рекурентність {\textstyle (r_{n+2}=r_{n+1}+r_{n})} і, отже, є періодичною з періодом не більше {\textstyle a^{2}} (довжини періодів функції {\textstyle a} утворюють послідовність періодів Пізано, послідовність A001175 з Онлайн енциклопедії послідовностей цілих чисел, OEIS). Точніше, дослідження цієї рекурентності та співвідношення {\textstyle L_{n}=F_{2n}/F_{n}}, у полі {\textstyle Z/pZ} (де {\displaystyle p} - просте число) призводить до результатів, подібних до тих, що були отримані для послідовності Фібоначчі. 
Ми також показуємо, що жодне число Люка не ділиться на число Фібоначчі {\displaystyle F_{n}\geqslant 5} .

## Відношення конгруентності
Якщо {\textstyle F_{n}\geq 5} є числом Фібоначчі, тоді жодне число Люка не ділиться на {\textstyle F_{n}}.
{\textstyle L_{n}} відповідає {\textstyle 1\mod n} якщо {\textstyle n} є простим, але деякі складені значення {\textstyle n} також мають цю властивість. Це псевдопрості числа Фібоначчі.
{\textstyle L_{n}-L_{n-4}} конгруентно {\textstyle 0\mod 5}.

## Прості числа Люка
Просте число Люка — це число Люка, яке є простим. Перші кілька простих чисел Люка
2, 3, 7, 11, 29, 47, 199, 521, 2207, 3571, 9349, 3010349, 54018521, 370248451, 6643838879, ... послідовність A005479 з Онлайн енциклопедії послідовностей цілих чисел, OEIS.
Індекси цих простих чисел (наприклад, {\textstyle L_{4}=7})
0, 2, 4, 5, 7, 8, 11, 13, 16, 17, 19, 31, 37, 41, 47, 53, 61, 71, 79, 113, 313, 353, 503, 613, 617, 863, 1097, 1361, 4787, 4793, 5851, 7741, 8467, ... послідовність A001606 з Онлайн енциклопедії послідовностей цілих чисел, OEIS.
Якщо {\textstyle L_{n}} є простим, тоді {\textstyle n} дорівнює {\textstyle 0}, є простим або степенем {\textstyle 2}. {\textstyle L_{2^{m}}} є простим для {\textstyle m=1,2,3}, і {\textstyle 4} і жодних інших відомих значень {\textstyle m}.

## Генерування рядів
Нехай 
{\displaystyle \Phi (x)=2+x+3x^{2}+4x^{3}+\cdots =\sum _{n=0}^{\infty }L_{n}x^{n}}
буде генератрисою чисел Люка. Шляхом прямого обчислення, 
{\displaystyle {\begin{aligned}\Phi (x)&=L_{0}+L_{1}x+\sum _{n=2}^{\infty }L_{n}x^{n}\\&=2+x+\sum _{n=2}^{\infty }(L_{n-1}+L_{n-2})x^{n}\\&=2+x+\sum _{n=1}^{\infty }L_{n}x^{n+1}+\sum _{n=0}^{\infty }L_{n}x^{n+2}\\&=2+x+x(\Phi (x)-2)+x^{2}\Phi (x)\end{aligned}}}
який можна перегрупувати як 
{\displaystyle \Phi (x)={\frac {2-x}{1-x-x^{2}}}.}
Розкладання на прості дроби задає 
{\displaystyle \Phi (x)={\frac {1}{1-\varphi x}}+{\frac {1}{1-\phi x}},}
де {\textstyle \varphi ={\frac {1+{\sqrt {5}}}{2}}} — золотий перетин і {\textstyle \phi ={\frac {1-{\sqrt {5}}}{2}}} є його спряженим.

## Многочлени Люка
Так само, многочлени Фібоначчівиводяться з чисел Фібоначчі, поліноми Люка {\textstyle L_{n}(x)} є послiдовнiстю многочленiв, отриманою з чисел Люка.

## Застосування
Числа Люка є другою за поширеністю схемою у соняшників після чисел Фібоначчі, коли враховуються спіралі за годинниковою стрілкою та проти годинникової стрілки, згідно з аналізом 657 соняшників у 2016 році.